# グランド・ハマド・スタジアム
グランド・ハマド・スタジアム(アラビア語: استاد حمد الكبير、英: Grand Hamad Stadium、別名：アル・アラビSCスタジアム)は、カタールの首都ドーハにある多目的スタジアムである。

## 概要
収容人数は18,000人。主にサッカーの試合に用いられ、カタール・スターズリーグに所属しているアル・アラビ・ドーハがホームスタジアムとして使用している。
2006年には、ドーハアジア大会のサッカー競技の会場として使用された他、複数の競技で使用されている。また、カタール国際親善トーナメントでも使用されることが多く、2008年にはU-19サッカー日本代表がこの地でポーランドを下し2回目の優勝を達成している。また、2011年から2013年にかけ、2014 FIFAワールドカップ・アジア3次予選・同4次予選において、イラク国内でのホームゲーム開催を禁じられたサッカーイラク代表がこのスタジアムを借りてホームゲームを開催した。

## 交通アクセス
ドーハの悲劇で有名なアル・アリ競技場が近くにある。ドーハ国際空港よりタクシーで約5分。